# 小林剛 (画家)
小林 剛（こばやし ごう、1976年8月23日 - ）は、栃木県小山市出身の画家、現代美術家。

## 来歴
ギリシャ・ローマ神話の英雄や女神をモチーフとした歴史画・神話画・寓意画などの作品を制作。現代的な作品も制作している。
1994年、作新学院高等学校（当時は作新学院高等部）美術デザイン科を卒業後渡仏。2002年、フランス外務省カーサ・ヴェラスケス賞受賞。
同年、ブリュッセル王立芸術アカデミー(Académie royale des beaux-arts de Bruxelles )壁画科マスター修了時に、ベルギー国際議会場買い上げ。在学時より王立アカデミーで講師として教鞭をとっていた。
ルーアン美術学校でDNAP（フランス国家造形芸術免状）を取得後、2004年にパリ国立高等美術学校（École nationale supérieure des beaux-arts）卒業。DNSAP（フランス国家高等造形芸術免状）授与。
卒業後の2006年にはフランス政府の文化交流機関の海外派遣プログラム　ヴィラ・メディチ・オール・レ・ミュールより奨学金を受けている。

## 人物・エピソード
- 美学生時代からフランスの貴族社会と交流があり、パリやワシントンにコレクターがいる。
- 在仏期間12年であり、フランス語は非常に堪能。フランス語の他にもドイツ語も堪能。
- パリ芸大入学以前に通っていたルーアン美術大学での師はフランスを代表する画家のJacques Poli。

## 主な作品
- 『Nymphe enlevée par Satyre 』、フランス内務省蔵
- 『Explulsion de paradis』、フランス外務省蔵
- 『Ophélie』、ブリュッセル国際議会場蔵
- 『Etudes』、ブリュッセル王立芸術アカデミー蔵
- 『Eros et Aphrodite』、ローマ・フランスアカデミーVilla Médicis蔵